# 2011-es Milwaukee 225
A 2011-es Milwaukee 225 volt a 2011-es Izod IndyCar Series szezon hetedik futama. A versenyt 2011. június 19-én rendeztek meg a Milwaukeeban található 1 mérföldes oválpályán. A versenyt az ABC közvetítette.

## Nevezési lista
| Csapat                       | Első pilóta | Első pilóta         | Második pilóta | Második pilóta    | Harmadik pilóta | Harmadik pilóta | Negyedik pilóta | Negyedik pilóta  |
| ---------------------------- | ----------- | ------------------- | -------------- | ----------------- | --------------- | --------------- | --------------- | ---------------- |
| Newman/Haas Racing           | 2           | Oriol Servià        | 06             | James Hinchcliffe |                 |                 |                 |                  |
| Team Penske                  | 3           | Hélio Castroneves   | 6              | Ryan Briscoe      | 12              | Will Power      |                 |                  |
| Panther Racing               | 4           | J. R. Hildebrand    |                |                   |                 |                 |                 |                  |
| KV Racing Technology - Lotus | 5           | Szató Takuma        | 59             | E. J. Viso        | 82              | Tony Kanaan     |                 |                  |
| Andretti Autosport           | 7           | Danica Patrick      | 26             | Marco Andretti    | 27              | Mike Conway     | 28              | Ryan Hunter-Reay |
| Target Chip Ganassi Racing   | 9           | Scott Dixon         | 10             | Dario Franchitti  | 38              | Graham Rahal    | 83              | Charlie Kimball  |
| A.J. Foyt Enterprises        | 14          | Vitor Meira         |                |                   |                 |                 |                 |                  |
| Dale Coyne Racing            | 18          | James Jakes         | 19             | Alex Lloyd        |                 |                 |                 |                  |
| Dreyer & Reinbold Racing     | 22          | Justin Wilson       | 24             | Ana Beatriz       |                 |                 |                 |                  |
| Conquest Racing              | 34          | Sebastian Saavedra  |                |                   |                 |                 |                 |                  |
| Sarah Fisher Racing          | 67          | Ed Carpenter        |                |                   |                 |                 |                 |                  |
| Sam Schmidt Motorsports      | 77          | Alex Tagliani       |                |                   |                 |                 |                 |                  |
| HVM Racing                   | 78          | Simona de Silvestro |                |                   |                 |                 |                 |                  |
| HIVATALOS NEVEZÉSI LISTA     |             |                     |                |                   |                 |                 |                 |                  |

## Eredmények

### Időmérő
| Pozíció               | #  | Pilóta              | Csapat                       | Első kör | Második kör | Összesen   | Átl. seb. (MPH) |
| --------------------- | -- | ------------------- | ---------------------------- | -------- | ----------- | ---------- | --------------- |
| 1.                    | 10 | Dario Franchitti    | Chip Ganassi Racing          | 21.3826  | 21.3940     | 00:42.7766 | 170.841         |
| 2.                    | 3  | Hélio Castroneves   | Team Penske                  | 21.4447  | 21.5439     | 00:42.9886 | 169.999         |
| 3.                    | 9  | Scott Dixon         | Chip Ganassi Racing          | 21.5733  | 21.5209     | 00:43.0942 | 169.582         |
| 4.                    | 82 | Tony Kanaan         | KV Racing Technology - Lotus | 21.5930  | 21.5563     | 00:43.1493 | 169.365         |
| 5.                    | 5  | Szató Takuma        | KV Racing Technology - Lotus | 21.5753  | 21.5887     | 00:43.1640 | 169.308         |
| 6.                    | 59 | E. J. Viso          | KV Racing Technology - Lotus | 21.5972  | 21.6245     | 00:43.2217 | 169.082         |
| 7.                    | 28 | Ryan Hunter-Reay    | Andretti Autosport           | 21.6160  | 21.6230     | 00:43.2390 | 169.014         |
| 8.                    | 6  | Ryan Briscoe        | Team Penske                  | 21.7097  | 21.6359     | 00:43.3456 | 168.598         |
| 9.                    | 26 | Marco Andretti      | Andretti Autosport           | 21.7101  | 21.6721     | 00:43.3822 | 168.456         |
| 10.                   | 2  | Oriol Servià        | Newman/Haas Racing           | 21.7299  | 21.6873     | 00:43.4172 | 168.320         |
| 11.                   | 24 | Ana Beatriz         | Dreyer & Reinbold Racing     | 21.7992  | 21.7363     | 00:43.5355 | 167.863         |
| 12.                   | 38 | Graham Rahal        | Chip Ganassi Racing          | 21.8105  | 21.7742     | 00:43.5847 | 167.674         |
| 13.                   | 22 | Justin Wilson       | Dreyer & Reinbold Racing     | 21.8213  | 21.7771     | 00:43.5984 | 167.621         |
| 14.                   | 19 | Alex Lloyd          | Dale Coyne Racing            | 21.9259  | 21.7923     | 00:43.7182 | 167.162         |
| 15.                   | 7  | Danica Patrick      | Andretti Autosport           | 21.8693  | 21.9492     | 00:43.8185 | 166.779         |
| 16.                   | 06 | James Hinchcliffe   | Newman/Haas Racing           | 22.0081  | 21.8685     | 00:43.8766 | 166.558         |
| 17.                   | 12 | Will Power          | Team Penske                  | 21.8939  | 22.0645     | 00:43.9584 | 166.248         |
| 18.                   | 4  | J. R. Hildebrand    | Panther Racing               | 22.1071  | 21.8985     | 00:44.0056 | 166.070         |
| 19.                   | 77 | Alex Tagliani       | Sam Schmidt Motorsports      | 22.0526  | 21.9632     | 00:44.0158 | 166.031         |
| 20.                   | 27 | Mike Conway         | Andretti Autosport           | 22.0104  | 22.0108     | 00:44.0232 | 166.003         |
| 21.                   | 83 | Charlie Kimball     | Chip Ganassi Racing          | 22.0871  | 22.0455     | 00:44.1326 | 165.592         |
| 22.                   | 14 | Vitor Meira         | A. J. Foyt Enterprises       | 22.2267  | 21.9637     | 00:44.1904 | 165.375         |
| 23.                   | 18 | James Jakes         | Dale Coyne Racing            | 22.1733  | 22.1676     | 00:44.3409 | 164.814         |
| 24.                   | 34 | Sebastian Saavedra  | Conquest Racing              | 22.2381  | 22.2036     | 00:44.4417 | 164.440         |
| 25.                   | 67 | Ed Carpenter        | Sarah Fisher Racing          | 22.3965  | 22.3544     | 00:44.7509 | 163.304         |
| 26.                   | 78 | Simona de Silvestro | HVM Racing                   |          |             | Nincs idő  |                 |
| HIVATALOS VÉGEREDMÉNY |    |                     |                              |          |             |            |                 |

## Rajtfelállás
| 1                     | 10 | Dario Franchitti | 3  | Hélio Castroneves   |
| 2                     | 9  | Scott Dixon      | 82 | Tony Kanaan         |
| 3                     | 5  | Szató Takuma     | 59 | E. J. Viso          |
| 4                     | 28 | Ryan Hunter-Reay | 6  | Ryan Briscoe        |
| 5                     | 26 | Marco Andretti   | 2  | Oriol Servià        |
| 6                     | 24 | Ana Beatriz      | 38 | Graham Rahal        |
| 7                     | 22 | Justin Wilson    | 19 | Alex Lloyd          |
| 8                     | 7  | Danica Patrick   | 06 | James Hinchcliffe   |
| 9                     | 12 | Will Power       | 4  | J. R. Hildebrand    |
| 10                    | 77 | Alex Tagliani    | 27 | Mike Conway         |
| 11                    | 83 | Charlie Kimball  | 14 | Vitor Meira         |
| 12                    | 18 | James Jakes      | 34 | Sebastian Saavedra  |
| 13                    | 67 | Ed Carpenter     | 78 | Simona de Silvestro |
| HIVATALOS VÉGEREDMÉNY |    |                  |    |                     |

### Verseny
| Pozíció               | #  | Pilóta              | Csapat                       | Futott kör | Idő/Kiesés oka | Rajthely | Élen töltött körök száma | Pont |
| --------------------- | -- | ------------------- | ---------------------------- | ---------- | -------------- | -------- | ------------------------ | ---- |
| 1.                    | 10 | Dario Franchitti    | Chip Ganassi Racing          | 225        | 1:56:43.5877   | 1        | 161                      | 53   |
| 2.                    | 38 | Graham Rahal        | Chip Ganassi Racing          | 225        | +1.4271        | 12       | 0                        | 40   |
| 3.                    | 2  | Oriol Servià        | Newman/Haas Racing           | 225        | +2.7703        | 10       | 0                        | 35   |
| 4.                    | 12 | Will Power          | Team Penske                  | 225        | +3.8756        | 17       | 0                        | 32   |
| 5.                    | 7  | Danica Patrick      | Andretti Autosport           | 225        | +4.2289        | 15       | 0                        | 30   |
| 6.                    | 06 | James Hinchcliffe   | Newman/Haas Racing           | 225        | +5.2021        | 16       | 0                        | 28   |
| 7.                    | 9  | Scott Dixon         | Chip Ganassi Racing          | 225        | +5.7803        | 3        | 0                        | 26   |
| 8.                    | 5  | Szató Takuma        | KV Racing Technology - Lotus | 225        | +6.1011        | 5        | 0                        | 24   |
| 9.                    | 3  | Hélio Castroneves   | Team Penske                  | 225        | +6.3643        | 2        | 31                       | 22   |
| 10.                   | 22 | Justin Wilson       | Dreyer & Reinbold Racing     | 225        | +6.8905        | 13       | 0                        | 20   |
| 11.                   | 6  | Ryan Briscoe        | Team Penske                  | 225        | +8.2475        | 8        | 0                        | 19   |
| 12.                   | 27 | Mike Conway         | Andretti Autosport           | 225        | +8.9469        | 20       | 0                        | 18   |
| 13.                   | 26 | Marco Andretti      | Andretti Autosport           | 225        | +9.8659        | 9        | 0                        | 17   |
| 14.                   | 83 | Charlie Kimball     | Chip Ganassi Racing          | 224        | +1 Kör         | 21       | 0                        | 16   |
| 15.                   | 18 | James Jakes         | Dale Coyne Racing            | 223        | +2 Kör         | 23       | 0                        | 15   |
| 16.                   | 67 | Ed Carpenter        | Sarah Fisher Racing          | 223        | +2 Kör         | 25       | 0                        | 14   |
| 17.                   | 24 | Ana Beatriz         | Dreyer & Reinbold Racing     | 222        | +3 kör         | 11       | 0                        | 13   |
| 18.                   | 77 | Alex Tagliani       | Sam Schmidt Motorsports      | 196        | +29 Kör        | 19       | 0                        | 12   |
| 19.                   | 82 | Tony Kanaan         | KV Racing Technology - Lotus | 194        | Baleset        | 4        | 33                       | 12   |
| 20.                   | 59 | E. J. Viso          | KV Racing Technology - Lotus | 163        | Baleset        | 6        | 0                        | 12   |
| 21.                   | 4  | J. R. Hildebrand    | Panther Racing               | 120        | Baleset        | 18       | 0                        | 12   |
| 22.                   | 19 | Alex Lloyd          | Dale Coyne Racing            | 79         | Baleset        | 14       | 0                        | 12   |
| 23.                   | 34 | Sebastian Saavedra  | Conquest Racing              | 78         | Vezetői hiba   | 24       | 0                        | 12   |
| 24.                   | 14 | Vitor Meira         | A. J. Foyt Enterprises       | 69         | Kezelhetőség   | 22       | 0                        | 10   |
| 25.                   | 78 | Simona de Silvestro | HVM Racing                   | 11         | Kezelhetőség   | 26       | 0                        | 10   |
| 26.                   | 28 | Ryan Hunter-Reay    | Andretti Autosport           | 0          | Baleset        | 7        | 0                        | 10   |
| HIVATALOS VÉGEREDMÉNY |    |                     |                              |            |                |          |                          |      |

### Verseny statisztikák
A verseny alatt 6-szor változott az élen álló személye 3 versenyző között.
| Változás az élen | Változás az élen  |
| Kör              | Élen              |
| ---------------- | ----------------- |
| 116              | Tony Kanaan       |
| 135              | Dario Franchitti  |
| 154              | Tony Kanaan       |
| 168              | Hélio Castroneves |
| 199              | Dario Franchitti  |

| Élen töltött körök száma | Élen töltött körök száma |
| Körök                    | Versenyző                |
| ------------------------ | ------------------------ |
| 161                      | Dario Franchitti         |
| 33                       | Tony Kanaan              |
| 31                       | Hélio Castroneves        |

| Sárga zászlók: 6 alkalommal összesen 61 körön át | Sárga zászlók: 6 alkalommal összesen 61 körön át     |
| Körök                                            | Ok                                                   |
| ------------------------------------------------ | ---------------------------------------------------- |
| 1-6                                              | Vezetői hiba: #28-as autó a 2-es kanyarban           |
| 66-78                                            | Vezetői hiba: #24-es autó a 4-es kanyarban           |
| 80-91                                            | Vezetői hiba: #19-es és #34-es autó a 2-es kanyarban |
| 123-133                                          | Vezetői hiba: #4-es autó a 4-es kanyarban            |
| 165-174                                          | Vezetői hiba: #59-es autó a 4-es kanyarban           |
| 195-203                                          | Vezetői hiba: #82-es autó a 4-es kanyarban           |

## Bajnokság állása a verseny után
Pilóták bajnoki állása
| Pozíció | Pilóta           | Pontok |
| ------- | ---------------- | ------ |
| 1       | Will Power       | 271    |
| 2       | Dario Franchitti | 271    |
| 3       | Oriol Servià     | 198    |
| 4       | Scott Dixon      | 195    |
| 5       | Graham Rahal     | 176    |